# Школа языкового существования
Шко́ла языково́го существова́ния  (яп. 言語過程説 гэнго катэй сэцу) — направление в японском языкознании, сложившееся в конце 1940-х — начале 1950-х годов под влиянием идей Мотоки Токиэды о языке как процессе, согласно которым основным объектом изучения должен являться индивидуальный акт говорения. Содействовала развитию социолингвистики.
Представителями школы языкового существования были Минору Нисио, Эцутаро Ивабути, Такэси Сибата, Оки Хаяси. Центром школы стал Государственный институт японского языка, созданный в 1948 году.

## Вклад в лингвистику
Мотоки Токиэда критиковал структурную лингвистику за взгляд на язык с позиции наблюдателя, противопоставляя такому подходу тезис о необходимости встать на позицию говорящего субъекта, использующего, осознающего, толкующего язык. Истоки своих воззрений Токиэда обнаруживал в японской лингвистической традиции. С точки зрения Токиэды, не существует системы языка, изолированной от речевой деятельности:274. В соответствии с идеями Токиэды представители школы языкового существования сосредоточивали внимание на изучении конкретных ситуаций и психологических характеристик участников речевого общения, занимаясь, таким образом, «лингвистикой речи» в смысле Фердинанда де Соссюра:277.
В отличие от Токиэды, сторонники школы языкового существования интересовались прежде всего социальными, а не психологическими предпосылками речевой деятельности, сводя объект лингвистики к тексту и обстановке его производства или восприятия и признавая языковые единицы лишь научными абстракциями:277.
В рамках школы были созданы оригинальные работы в области языковой ситуации и культуры речи. В ходе исследований со множеством информантов различных социальных групп собран большой фактический материал (к примеру, Такэси Сибата разработал методику «изучения языка за 24 часа», при применении которой исследователь фиксирует всю речевую деятельность испытуемого, который рассматривается как «типичный представитель» той или иной социальной группы), не нашедший, однако, полной теоретической проработки:277.